# Anders Dreyer
Anders Dreyer (Bramming, 1998. május 2. –) dán válogatott labdarúgó, az amerikai San Diego csatára.

## Pályafutása

### Klubcsapatokban
Dreyer a dániai Bramming városában született. Az ifjúsági pályafutását a Ribe és Bramming csapatában kezdte, majd az Esbjerg akadémiájánál folytatta.
2017-ben mutatkozott be az Esbjerg első osztályban szereplő felnőtt keretében. 2018-ban az angol Brighton & Hove Albion szerződtette. 2019 és 2020 között a skót St. Mirren és a holland Heerenveen csapatát erősítette kölcsönben. 2020-ban a Midtjyllandhoz írt alá. 2021-ben az orosz Rubin Kazanyhoz csatlakozott. A 2021–22-es szezon második felében a Midtjyllandnál szerepelt kölcsönben. A lehetőséggel élve, 2022 nyarán a Midtjyllandhoz igazolt. 2023. január 15-én 4½ éves szerződést kötött a belga első osztályban érdekelt Anderlecht együttesével. Először a 2023. január 18-ai, Zulte-Waregem ellen 3–2-re elvesztett mérkőzés 66. percében, Benito Raman cseréjeként lépett pályára. Első gólját 2023. február 3-án, az Oostende ellen idegenben 2–0-ás győzelemmel zárult találkozón szerezte meg.
2025. január 22-én hároméves szerződést írt alá a San Diego csapatával.

### A válogatottban
Dreyer az U17-estől az U21-esig minden korosztályos válogatottban képviselte Dániát.
2021-ben debütált a felnőtt válogatottban. Először a 2021. november 12-ei, Feröer ellen 3–1-re megnyert VB-selejtező 67. percében, Yussuf Poulsent váltva lépett pályára.

## Statisztikák
2023. február 3. szerint
| Klub                     | Szezon   | Osztály              | Bajnokság | Bajnokság | Kupa  | Kupa | Nemzetközi | Nemzetközi | Összesen | Összesen |
| Klub                     | Szezon   | Osztály              | Meccs     | Gól       | Meccs | Gól  | Meccs      | Gól        | Meccs    | Gól      |
| ------------------------ | -------- | -------------------- | --------- | --------- | ----- | ---- | ---------- | ---------- | -------- | -------- |
| Esbjerg                  | 2016–17  | Danish Superliga     | 10        | 1         | 0     | 0    | —          | —          | 10       | 1        |
| Esbjerg                  | 2017–18  | Danish 1st Division  | 18        | 21        | 0     | 0    | —          | —          | 18       | 21       |
| Esbjerg                  | 2018–19  | Danish Superliga     | 4         | 1         | 0     | 0    | —          | —          | 4        | 1        |
| Esbjerg                  | Összesen | Összesen             | 32        | 23        | 0     | 0    | 0          | 0          | 32       | 23       |
| St. Mirren (kölcsönben)  | 2018–19  | Scottish Premiership | 10        | 1         | 1     | 0    | —          | —          | 11       | 1        |
| Heerenveen (kölcsönben)  | 2019–20  | Eredivisie           | 11        | 1         | 2     | 0    | —          | —          | 13       | 1        |
| Midtjylland              | 2019–20  | Danish Superliga     | 16        | 4         | 0     | 0    | —          | —          | 16       | 4        |
| Midtjylland              | 2020–21  | Danish Superliga     | 31        | 8         | 4     | 0    | 10         | 3          | 45       | 11       |
| Midtjylland              | Összesen | Összesen             | 47        | 12        | 4     | 0    | 10         | 3          | 61       | 15       |
| Rubin Kazany             | 2021–22  | Premjer Liga         | 14        | 8         | 0     | 0    | —          | —          | 14       | 8        |
| Midtjylland (kölcsönben) | 2021–22  | Danish Superliga     | 16        | 8         | 3     | 2    | 3          | 0          | 22       | 10       |
| Midtjylland              | 2022–23  | Danish Superliga     | 16        | 8         | 1     | 0    | 10         | 2          | 27       | 10       |
| Midtjylland              | Összesen | Összesen             | 32        | 16        | 4     | 2    | 13         | 2          | 49       | 20       |
| Anderlecht               | 2022–23  | Jupiler League       | 4         | 1         | 0     | 0    | —          | —          | 4        | 1        |
| Összesen                 | Összesen | Összesen             | 150       | 62        | 11    | 2    | 23         | 5          | 184      | 69       |

### A válogatottban
| Válogatott | Év       | Pályára lépés | Gól |
| ---------- | -------- | ------------- | --- |
| Dánia      | 2021     | 2             | 0   |
| Dánia      | 2024     | 1             | 0   |
| Összesen   | Összesen | 3             | 0   |

## Sikerei, díjai
Esbjerg
- Danish 1st Division
  - Feljutó (1): 2017–18

Midtjylland
- Danish Superliga
  - Bajnok (1): 2019–20
  - Ezüstérmes (2): 2020–21, 2021–22

- Dán Kupa
  - Győztes (1): 2021–22

Egyéni
- Danish Superliga – A Hónap Játékosa: 2020 február